# Whitley (Cheshire)
Whitley – civil parish w Anglii, w hrabstwie ceremonialnym Cheshire, w dystrykcie (unitary authority) Cheshire West and Chester. Miejscowość liczy 540 mieszkańców. W granicach civil parish leżą także Higher Whitley i Lower Whitley. Whitley jest wspomniana w Domesday Book (1086) jako Witelei.